# Hermits on Holiday
Hermits on Holiday je první studiové album hudebního projektu Drinks, který tvoří velšská písničkářka Cate Le Bon a Američan Tim Presley. Vydáno bylo v srpnu 2015 společností Heavenly Recordings, a to jak na CD, tak i na gramofonové desce. Nahráno bylo ve studiu Comp-ny v Los Angeles v roce 2014. Album mixoval Samur Khouja. Z alba vyšly dva singly, oba na 7" desce – „Hermits on Holiday / Eighteen Teenage Revenge Pair“ a „Laying Down Rock / I Could Loot You“.

## Seznam skladeb
1. Laying Down Rock
2. Focus on the Street
3. Cannon Mouth
4. She Walks So Fast
5. Hermits on Holiday
6. Spilt the Beans
7. Tim, Do I Like That Dog?
8. Cheerio
9. Time Between

## Obsazení
- Cate Le Bon
- Tim Presley
- Nick Murray – bicí